# Éva Risztov
Éva Risztov (Hódmezővásárhely, 30 agosto 1985) è un'ex nuotatrice ungherese.
Nel primo periodo della carriera, specializzata nella farfalla e nei misti ha raggiunto il quarto posto nella gara dei 400 m misti alle Olimpiadi di Atene 2004. Nel 2005 si è ritirata dalle gare e ha cessato gli allenamenti. Nel 2009 è ritornata nelle gare di lunghe distanze e nei 10 km sl. Nel 2012 ha vinto la medaglia d'oro alle Olimpiadi di Londra nei 10 km sl. Si è ritirata definitivamente nel febbraio del 2017.

## Palmarès
- Olimpiadi

Londra 2012: oro nella 10 km di fondo.
- Mondiali

Barcellona 2003: argento nei 400m sl, nei 200m farfalla e nei 400m misti.
- Europei

Berlino 2002: argento nei 400m sl, negli 800m sl, nei 200m farfalla e nei 400m misti.
Madrid 2004: argento nei 400m misti.
Debrecen 2012: argento nei 1500m sl e bronzo negli 800m sl.
Berlino 2014: argento nella 10 km.
- Europei in vasca corta

Riesa 2002: oro nei 400m sl, negli 800m sl e nei 200m farfalla e argento nei 400m misti.
Dublino 2003: oro nei 200m farfalla e nei 400m misti e bronzo negli 800m sl.
Vienna 2004: oro nei 400m misti.
- Europei di fondo

Hoorn 2016: bronzo nella 5km a squadre.
- Europei giovanili

Dunkerque 2000: oro nei 400m sl, negli 800m sl e nei 200m farfalla e argento nei 200m sl.
Malta 2001: oro negli 800m sl, nei 200m farfalla, nei 200m misti e nei 4x200m sl, argento nei 400m sl e nella 4x100m misti.
- Vincitrice della Coppa LEN nel 2010.

## Riconoscimenti
- LEN Award: 2012
- Atleta dell'anno FINA: 2012
- Open Water Swimmer of the Year: 2012